# Ministério da Habitação e Ordenamento Territorial (Uruguai)
| Ministério da Habitação e Ordenamento Territorial                       |                    |
| Sede central: Zabala 1432 esq. 25 de Mayo, Montevidéu www.mvotma.gub.uy |                    |
| Criação                                                                 | 8 de junho de 1990 |
| Atual ministro                                                          | Irene Moreira      |

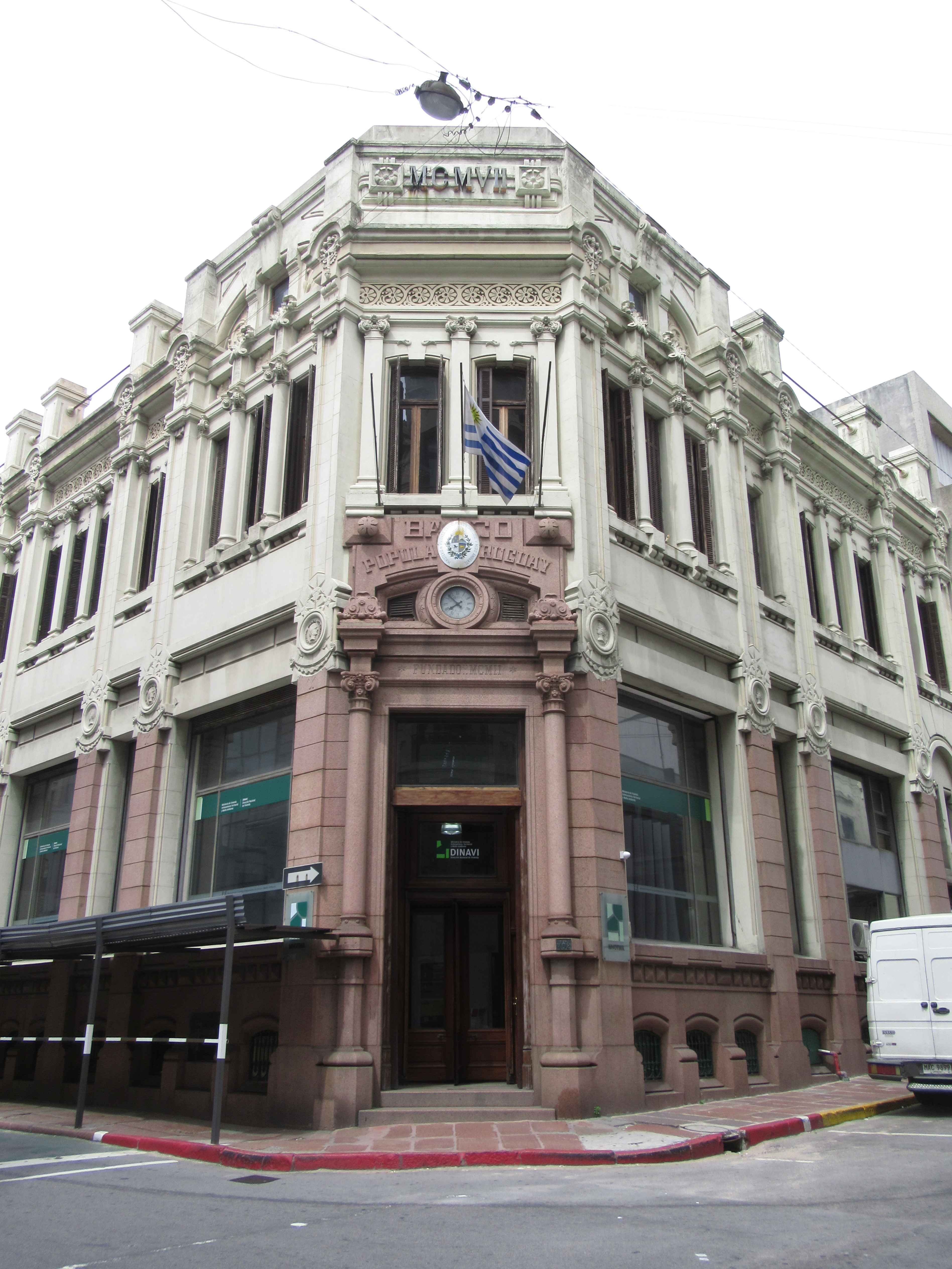
Edifício sede da instituição

O Ministério da Habitação, Ordenamento Territorial e Meio Ambiente (espanhol : Ministério de Vivienda, Ordenamiento Territorial y Medio Ambiente), é um ministério do Uruguai, liderado atualmente pela ministra Irene Moreira. Dentre suas funções está o estabelecimento e a implementação de políticas públicas sustentáveis e participativas em matéria de habitação, ordenamento territorial, ambiente e águas.
Sua criação se deu através da lei 16112 de 30 de maio de 1990..
Em 2020 passou a chamar-se Ministério da Habitação e Ordenamento Territorial, e ainda criou-se um Ministério do Ambiente.